# Psammoclema porosum
Psammoclema porosum är en svampdjursart som först beskrevs av Polejaeff 1884.  Psammoclema porosum ingår i släktet Psammoclema och familjen Chondropsidae. Inga underarter finns listade i Catalogue of Life.